# Circuito di Zandvoort
Il circuito di Zandvoort (Circuit Zandvoort) è un tracciato per competizioni automobilistiche che si trova nelle vicinanze dell'omonima cittadina, stazione balneare sulla costa olandese del Mare del Nord. In questa città si erano già tenute competizioni motoristiche nel 1939 su un circuito cittadino e il successo di tali manifestazioni aveva convinto il sindaco a realizzare un tracciato permanente nell'immediata periferia della città, ma lo scoppio della Seconda guerra mondiale fece sì che esso venisse completato solo nel 1948. Ha ospitato tutte le trentatré edizioni del Gran Premio d'Olanda di Formula 1 (dal 1952 al 1953, nel 1955, dal 1958 al 1971, dal 1973 al 1985 e dal 2021 al 2026), oltre al Gran Premio di Zandvoort nel 1948 e nel 1949.
Il 14 maggio 2019 è stato ufficialmente reinserito nel calendario di Formula 1, a partire dalla stagione 2020, con una convalida di tre anni, ma successivamente posticipato al 2021 a causa della pandemia di COVID-19.

## Il circuito
Costruito vicino al mare, il circuito, molto apprezzato dai piloti, ha l'insidia aggiuntiva del vento che porta sul tracciato la sabbia della spiaggia. Il tracciato presenta marcate variazioni altimetriche di almeno 7.92 metri di differenza; tra i tratti caratteristici è da ricordare la curva Tarzan (nome originale olandese Tarzanbocht), un secco tornante a destra subito alla fine del rettilineo di partenza caratterizzato da una marcata sopraelevazione, e il velocissimo tratto che si affronta "a tavoletta" lungo la cresta Hunse (Hunserug) e salendo attraverso la curva Rob Slotemaker (Rob Slotemakerbocht), per andare a frenare una volta raggiunta la cima delle dune, dove scollinando si affronta la veloce e cieca Scheivlak.
I tratti citati sono ancora presenti nella configurazione attuale del tracciato, ma in passato vi erano altri tratti molto impegnativi, come le due curve Hondenvlak, un velocissimo sinistra-destra da affrontare ad acceleratore completamente aperto e la veloce combinazione delle curve destra-sinistra Pulleveld e Bos In che segnava l'ingresso nel bosco allora presente in quel punto, definita dal pilota olandese Rob Slotemaker "la differenza tra i ragazzi e gli uomini veri".
Su questo circuito persero la vita Piers Courage nel 1970 e Roger Williamson nel 1973, quest'ultimo perito in un incendio seguito all'impatto contro le barriere installate a ridosso della pista proprio in vista della gara di quell'anno e ai quali gli organizzatori si erano sempre fermamente opposti, ritenendo più sicuro il sistema delle reti di arresto.
Il nome ufficiale delle sezioni attuali del circuito (i numeri corrispondono alle sezioni che partono dal via fino all'arrivo):
- Tarzanbocht (1)
- Gerlachbocht (2)
- Hugenholtzbocht (3)
- Hunserug (4)
- Slotemakerbocht (5)
- Bocht 6 (6)
- Scheivlak (7)
- Mastersbocht (chiamata anche Marlborobocht in omaggio alla vecchia configurazione) (8)
- Bocht 9 (chiamata anche Renaultbocht in omaggio alla vecchia configurazione) (9)
- CM.com Bocht (chiamata anche Vodafonebocht in omaggio alla vecchia configurazione) (10)
- Hans Ernst Bocht 1 e Hans Ernst Bocht 2 (chiamate anche Audi Sbocht in omaggio alla vecchia configurazione) (11 e 12)
- Bocht 13 (chiamata anche Kumhobocht in omaggio alla vecchia configurazione) (13)
- Arie Luyendykbocht (chiamata anche Bos Uit in onore alla curva omonima della vecchia configurazione) (14)

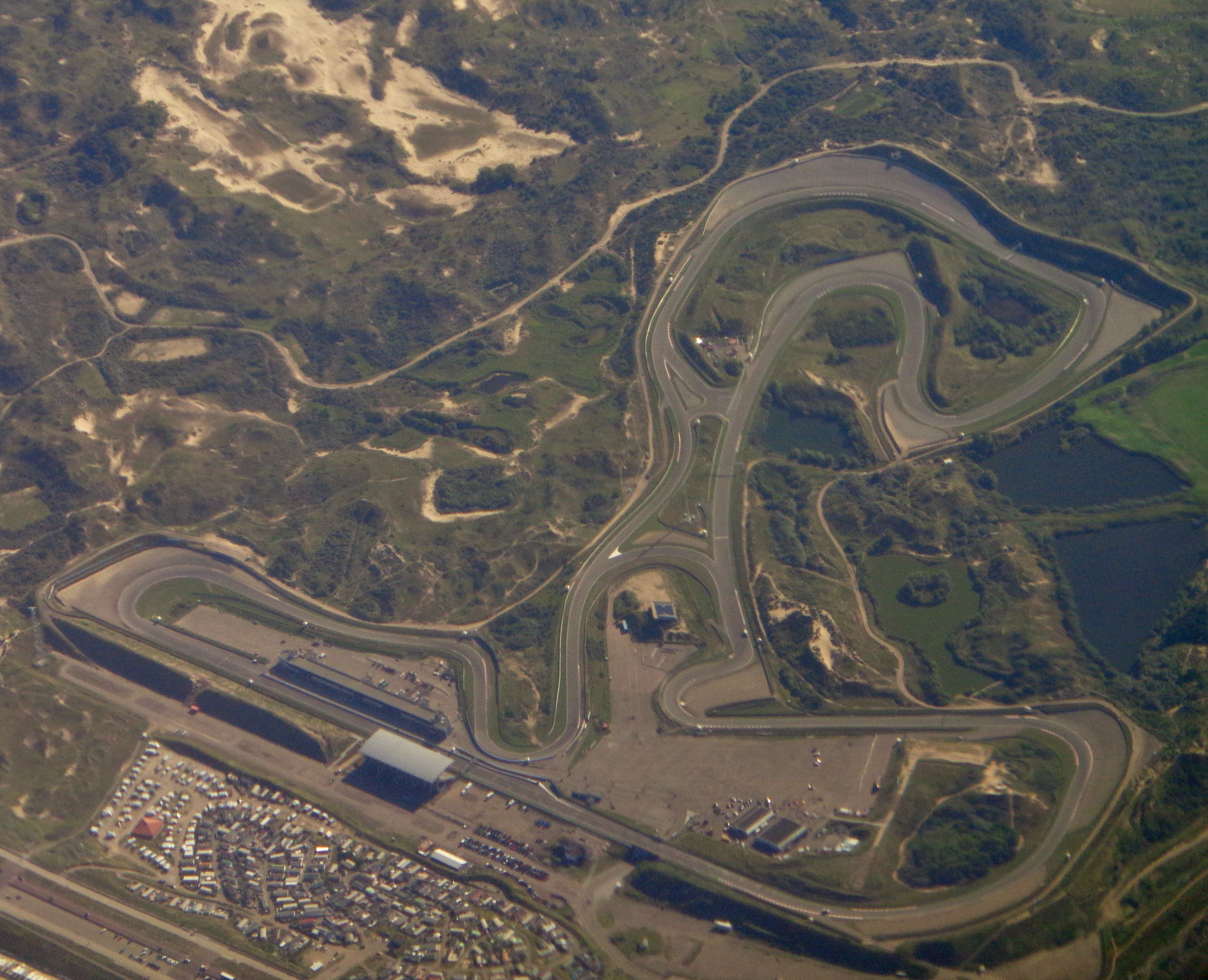
Una visuale aerea sul circuito di Zandvoort

Il record assoluto del circuito è di 1'08"885 stabilito da Max Verstappen su Red Bull Racing nelle qualifiche del Gran Premio d'Olanda 2021.

## Le modifiche
Nel 1973, dietro pressione della Grand Prix Drivers' Association (il "sindacato" dei piloti di Formula 1) furono installate lungo tutta la pista le barriere protettive in acciaio, il cosiddetto guard rail e il tracciato fu modificato con l'introduzione di una chicane, denominata Panoramabocht, al posto delle curve Pulleveld e Bos in, poi nel 1979 fu realizzata in fretta e furia una chicane provvisoria all'altezza della seconda curva Hondenvlak che, dimostratasi inefficace nel rallentare i concorrenti, fu sostituita nel 1980 dalla definitiva chicane Marlboro. Alla fine degli anni ottanta l'espansione urbana ai margini dell'autodromo (nei pressi della Panoramabocht) aumentò il malcontento dei residenti nei confronti dell'attività del circuito.
Questo, unito al declino dell'impianto, portò alla decisione degli amministratori locali di ridimensionare lo sviluppo del tracciato e di vendere nel 1987 alla società alberghiera Vendorado circa la metà del terreno su cui sorgeva il circuito, dove furono realizzate un campo da golf e un'ulteriore zona residenziale. Fu realizzata allora una nuova tortuosa sezione che deviava dalla vecchia pista subito dopo la Hunserug con uno stretto tornante a destra (Toyotabocht), si sviluppava nell'area che circonda i box e si raccordava con il rettilineo di partenza mediante una nuova Bos Uit sopraelevata come la vecchia curva omonima e posta qualche centinaio di metri più vicino al traguardo; la lunghezza fu quindi ridotta a soli 2.526 metri.
In seguito tale scelta è stata in parte riconsiderata e alla fine degli anni novanta la pista, nel frattempo denominata Interim Club Circuit, è stata allungata di nuovo riutilizzando un segmento del tracciato originale (fin quasi alla chicane Marlboro) e realizzando ex-novo circa un chilometro di nastro d'asfalto, perdendo però irrimediabilmente il suo carattere di pista medio-veloce per trasformarsi in un tracciato contorto e lento.
A novembre del 2018 i media annunciarono che la Formula 1 sarebbe ritornata in Olanda entro il 2020, la notizia venne presa con entusiasmo visto che la massima categoria fu assente dal 1985, per quest'occasione è stato consigliato ai manager del circuito di apporvi alcune modifiche al tracciato per rispettare le nuove norme di sicurezza, queste modifiche includono che la curva finale denominata Hugenholtzbocht dovrà diventare una curva sopraelevata per permettere alle vetture di sfruttare la pendenza e così da ottenere velocità superiori in uscita e il miglioramento delle strutture e servizi, per le spese di messa a norma si è offerto il comune di Zandvoort che pagò 4 milioni di euro.
I progetti vennero affidati all'italiana Dromo, che permise alle imprese locali di realizzare due curve sopraelevate con una progressione variabile. La T3 con una sezione calcolata secondo la serie di Fibonacci con pendenza fino a 19º e la T14, con pendenza laterale variabile fino a 18º.
L'asfalto steso, progettato e realizzato in esclusiva per Zandvoort, prende il nome di FlyingDutch, in onore dei piloti olandesi.

## Anni recenti
La corsa più importante che recentemente si svolge con una certa regolarità a Zandvoort è il Masters di Formula 3, gara internazionale ad inviti in cui si confrontano i migliori piloti dei rispettivi campionati nazionali, denominato Marlboro Masters sino al 2005. Nel 2007 e nel 2008, a causa di restrizioni per il rumore nell'area di Zandvoort, la gara si è svolta sul Circuito di Zolder, in Belgio, ma nel 2009 è tornata nella sua sede originale. Il circuito ha anche ospitato la gara inaugurale della seconda stagione (2006-2007) della serie A1 Grand Prix in aggiunta a prove del DTM e del WTCC.
Inizialmente previsto nel calendario della stagione 2020, il 28 maggio 2020 la FIA ha annunciato l'annullamento del Gran Premio d'Olanda, dopo che era stato rinviato nei mesi precedenti, a causa della pandemia di COVID-19, posticipando quindi il ritorno del circuito al 2021.
Nel 2021 vi si è inoltre tenuto un Gran Premio stagionale della W Series 2021, vedendo così debuttare sul tracciato il genere femminile con conseguente vittoria di Alice Powell, la quale detiene il record femminile sul giro di pista con 1'34"719.
Nel 2023 anche la F1 Academy (prosieguo della W Series) disputa tre mini-gare stagionali a Zandvoort: a vincerle sono Hamda Al Qubaisi, Carrie Schreiner e nuovamente Hamda Al Qubaisi.

## Mappe del circuito

La configurazione di 4.193 metri utilizzata dal 1948 al 1971
La configurazione di 4.226 metri utilizzata dal 1972 al 1979
La configurazione di 4.252 metri utilizzata dal 1980 al 1989
La configurazione di 2.526 metri utilizzata dal 1990 al 1998 e tutt'oggi impiegata
La configurazione di 4.307 metri utilizzata dal 1999 al 2019, con la vecchia uscita della pit lane
La configurazione di 4.307 metri utilizzata dal 1999 al 2019 confrontata con quella utilizzata negli anni ottanta
La configurazione di 4.259 metri utilizzata dal 2020

## Albo d'oro della Formula 1
| Anno        | Pilota             | Scuderia      |
| ----------- | ------------------ | ------------- |
| 1952        | Alberto Ascari     | Ferrari       |
| 1953        | Alberto Ascari     | Ferrari       |
| 1954        | Non disputato      | Non disputato |
| 1955        | Juan Manuel Fangio | Mercedes      |
| 1956        | Non disputato      | Non disputato |
| 1957        | Non disputato      | Non disputato |
| 1958        | Stirling Moss      | Vanwall       |
| 1959        | Jo Bonnier         | BRM           |
| 1960        | Jack Brabham       | Cooper        |
| 1961        | Wolfgang von Trips | Ferrari       |
| 1962        | Graham Hill        | BRM           |
| 1963        | Jim Clark          | Lotus         |
| 1964        | Jim Clark          | Lotus         |
| 1965        | Jim Clark          | Lotus         |
| 1966        | Jack Brabham       | Brabham       |
| 1967        | Jim Clark          | Lotus         |
| 1968        | Jackie Stewart     | Matra         |
| 1969        | Jackie Stewart     | Matra         |
| 1970        | Jochen Rindt       | Lotus         |
| 1971        | Jacky Ickx         | Ferrari       |
| 1972        | Non disputato      | Non disputato |
| 1973        | Jackie Stewart     | Tyrrell       |
| 1974        | Niki Lauda         | Ferrari       |
| 1975        | James Hunt         | Hesketh       |
| 1976        | James Hunt         | McLaren       |
| 1977        | Niki Lauda         | Ferrari       |
| 1978        | Mario Andretti     | Lotus         |
| 1979        | Alan Jones         | Williams      |
| 1980        | Nelson Piquet      | Brabham       |
| 1981        | Alain Prost        | Renault       |
| 1982        | Didier Pironi      | Ferrari       |
| 1983        | René Arnoux        | Ferrari       |
| 1984        | Alain Prost        | McLaren       |
| 1985        | Niki Lauda         | McLaren       |
| 1986 – 2020 | Non disputato      | Non disputato |
| 2021        | Max Verstappen     | Red Bull      |
| 2022        | Max Verstappen     | Red Bull      |
| 2023        | Max Verstappen     | Red Bull      |
| 2024        | Lando Norris       | McLaren       |

### Vittorie per pilota
| Vittorie | Pilota             | Anno(i)/Vettura                                   |
| -------- | ------------------ | ------------------------------------------------- |
| 4        | Jim Clark          | 1963/Lotus - 1964/Lotus - 1965/Lotus - 1967/Lotus |
| 3        | Jackie Stewart     | 1968/Matra - 1969/Matra - 1973/Tyrrell            |
| 3        | Niki Lauda         | 1974/Ferrari - 1977/Ferrari - 1985/McLaren        |
| 3        | Max Verstappen     | 2021/Red Bull - 2022/Red Bull - 2023/Red Bull     |
| 2        | Alberto Ascari     | 1952/Ferrari - 1953/Ferrari                       |
| 2        | Jack Brabham       | 1960/Cooper - 1966/Brabham                        |
| 2        | James Hunt         | 1975/Hesketh - 1976/McLaren                       |
| 2        | Alain Prost        | 1981/Renault - 1984/McLaren                       |
| 1        | Juan Manuel Fangio | 1955/Mercedes                                     |
| 1        | Stirling Moss      | 1958/Vanwall                                      |
| 1        | Jo Bonnier         | 1959/BRM                                          |
| 1        | Wolfgang von Trips | 1961/Ferrari                                      |
| 1        | Graham Hill        | 1962/BRM                                          |
| 1        | Jochen Rindt       | 1970/Lotus                                        |
| 1        | Jacky Ickx         | 1971/Ferrari                                      |
| 1        | Mario Andretti     | 1978/Lotus                                        |
| 1        | Alan Jones         | 1979/Williams                                     |
| 1        | Nelson Piquet      | 1980/Brabham                                      |
| 1        | Didier Pironi      | 1982/Ferrari                                      |
| 1        | René Arnoux        | 1983/Ferrari                                      |
| 1        | Lando Norris       | 2024/McLaren                                      |

### Vittorie per scuderia
| Vittorie | Scuderia | Anno(i)/Pilota |
| -------- | -------- | --- |
| 8        | Ferrari  | 1952/Alberto Ascari - 1953/Alberto Ascari - 1961/Wolfgang von Trips - 1971/Jacky Ickx - 1974/Niki Lauda - 1977/Niki Lauda - 1982/Didier Pironi - 1983/René Arnoux |
| 6        | Lotus    | 1963/Jim Clark - 1964/Jim Clark - 1965/Jim Clark - 1967/Jim Clark - 1970/Jochen Rindt - 1978/Mario Andretti                                                       |
| 4        | McLaren  | 1976/James Hunt - 1984/Alain Prost - 1985/Niki Lauda - 2024/Lando Norris                                                                                          |
| 3        | Red Bull | 2021/Max Verstappen - 2022/Max Verstappen - 2023/Max Verstappen                                                                                                   |
| 2        | BRM      | 1959/Jo Bonnier - 1962/Graham Hill |
| 2        | Matra    | 1968/Jackie Stewart - 1969/Jackie Stewart |
| 2        | Brabham  | 1966/Jack Brabham -1980/Nelson Piquet |
| 1        | Mercedes | 1955/Juan Manuel Fangio |
| 1        | Vanwall  | 1958/Stirling Moss |
| 1        | Cooper   | 1960/Jack Brabham |
| 1        | Tyrrell  | 1973/Jackie Stewart |
| 1        | Hesketh  | 1974/James Hunt |
| 1        | Williams | 1979/Alan Jones |
| 1        | Renault  | 1981/Alain Prost |